# Corpo de Bombeiros Militar do Estado do Rio Grande do Norte
O Corpo de Bombeiros Militar do Estado do Rio Grande do Norte (CBMRN) é uma Corporação cuja principal missão consiste na execução de atividades de defesa civil, prevenção e combate a incêndios, buscas, salvamentos e socorros públicos no âmbito do estado do Rio Grande do Norte.
Ele é Força Auxiliar e Reserva do Exército Brasileiro, e integra o Sistema de Segurança Pública e Defesa Social do Brasil. Seus integrantes são denominados Militares dos Estados pela Constituição Federal de 1988, assim como os membros da Polícia Militar do Estado do Rio Grande do Norte.

## Histórico
O Corpo de Bombeiros do Rio Grande do Norte foi criado em 1917, como uma Seção de Bombeiros anexa ao Esquadrão de Cavalaria da PMRN.
Embora de forma precária, esse pequeno efetivo permaneceu prestando serviço ininterrupto até 1955.
Em 1955 o CB foi recriado, mas somente entrou em atividade em maio de 1959, supervisionado técnica e administrativamente pelo Major José Osias, do então Corpo de Bombeiros do Estado da Guanabara.
Em 2002 o CBMRN adquiriu autonomia da Polícia Militar, passando a dispor de estrutura administrativa e financeira própria.

## Estrutura Operacional
- QCG (Quartel do Comando Geral) - Natal
- 1° GB (Grupamento de Bombeiros)
  - 1ª SB - (Subgrupamento de Bombeiros) Natal/RN
  - 2ª SB - São Gonçalo do Amarante/RN
  - 3ª SB - Parnamirim/RN.
- 2° GB (Grupamento de Bombeiros) 
  - 2ª SGB - Mossoró/RN
  - 3ª SGB - Caicó/RN.
  - 2ª SB - Pau dos Ferros/RN

- GBS - Grupamento de Busca de Salvamento - Natal/RN
- SIDAM - Seção Independente de Defesa Ambiental - Natal/RN